# ISO 3166-2:ML
ISO 3166-2:ML – kody ISO 3166-2 dla Mali.
Kody ISO 3166-2 to część standardu ISO 3166 publikowanego przez Międzynarodową Organizację Normalizacyjną. Kody te są przypisywane głównym jednostkom podziału administracyjnego, takim jak np. województwa czy stany, każdego kraju posiadającego kod w standardzie ISO 3166-1.
Aktualnie (2017) dla Mali zdefiniowano kody dla 8 regionów oraz dystrykt stołeczny.
Pierwsza część oznaczenia to kod Mali zgodnie z ISO 3166-1, natomiast druga część oznaczenia znajdująca się po myślniku to jednocyfrowy kod jednostki administracyjnej dla regionów oraz trzyliterowy dla dystryktu stołecznego.

## Kody ISO
| Kod ISO | Nazwa jednostki administracyjnej | Rodzaj jednostki administracyjnej |
| ------- | -------------------------------- | --------------------------------- |
| ML-BKO  | Bamako                           | dystrykt stołeczny                |
| ML-1    | Kayes                            | region                            |
| ML-2    | Koulikoro                        | region                            |
| ML-3    | Sikasso                          | region                            |
| ML-4    | Ségou                            | region                            |
| ML-5    | Mopti                            | region                            |
| ML-6    | Timbuktu                         | region                            |
| ML-7    | Gao                              | region                            |
| ML-8    | Kidal                            | region                            |